# 窪所
窪所（くぼどころ）は、建武の新政期（広義の南北朝時代）に朝廷に設置された令外官。十数人が任命され、主に元弘の乱で功績のあった武家が占めた。職掌については二説あり、鎌倉幕府で民事訴訟（雑務沙汰）・訴訟雑務を担当した機関問注所を引き継いだ文官という説と、宮中の要所を天皇の親衛隊として警備した武官という説がある。いずれにせよ、後醍醐天皇自らが関わる重要機関だった。建武政権の崩壊に伴い、短期間で消滅した。

## 規則
職務内容は不明だが、以下のような規則があった。
- 「御出（ぎょしゅつ）有（あり）て聞召（きこしめす）」（『梅松論』上[1]）
  - 解釈1（訴訟機関説）：窪所の会議には後醍醐天皇自らが臨席する。
  - 解釈2（親衛隊説）：後醍醐天皇が（朝廷の要所に）赴く際には窪所を従える。
- 職務を怠ってはならない（『建武記』[2]）
- 番衆（職員）以外は、無闇に当所に参じてはならない（『建武記』[2]）。

## 構成員の実例
初期の構成員（の一部）と見られる者は以下の通り（『梅松論』上）。
- 土佐守兼光（伊賀兼光）
- 太田大夫判官親光（結城親光）
- 富部大舎人頭（富部信連）
- 参河守師直（高師直）

その後、建武3年（1338年）2月時点の構成員は以下の全13人である（『建武記』）。なお、この時は、足利尊氏との戦い建武の乱の真っ最中であるため、高師直ら足利方の人材が含まれていない点に注意する必要がある。また、三木一草（後醍醐天皇の側近）の結城親光は1月に第一次京都合戦で戦死しているため外れている。
- 一番
  - 道光（宇土道光？）
  - 義高（名和義高）
  - 広栄（金持広栄）
  - 平保平
- 二番
  - 重如
  - 正季（楠木正季）
  - 大江貞重（長井貞重？宇波貞重？）
- 三番
  - 光貞（富高因幡守藤原光貞？伊賀光貞？曽我光貞？）
  - 信連（富部信連）
  - 藤原重朝
- 四番
  - 菊夜叉丸（日根野時盛の息子の日根野菊夜叉丸？）
  - 康政
  - 源知義

## 訴訟機関説
笠松宏至は、鎌倉幕府からの連続性を否定する後醍醐天皇が問注所の名称を厭い、草書体の「問注」を崩して「窪」の1字に圧縮し、新規創設という建前で発足した機関に過ぎず、実質上は問注所を引き継ぐ訴訟受付機関であったとしている。問注所は、民事訴訟（雑務沙汰）や訴訟雑務（主に訴状の受理）などを担当した機関である。
亀田俊和は、警備機関とすれば武者所と職務が重複してしまう点、足利氏の家政機関の長である執事として官僚的実務能力にも優れていた高師直が配置されている点、などから、問注所後継説を支持している。

## 親衛隊説
森茂暁は、武者所と構成員が近い点、しかし武者所よりも総数が少ない点、番衆（職員）以外は「当所」に近づいてはならないとする規則がある点、などから、朝廷の特定の要所を警備した親衛隊ではないか、としている。

### 古典
- 内外書籍株式会社 編「梅松論 上」『新校群書類従』 16巻、内外書籍、1928年、100-121頁。doi:10.11501/1879789。NDLJP:1879789。  - 別の伝本で「窪所」とあるところを「侍所」となっている伝本を採用している点に注意。
- 内外書籍株式会社 編「建武年間記」『新校群書類従』 19巻、内外書籍、1932年、742–755頁。doi:10.11501/1879811。NDLJP:1879811。

### 主要文献
- 亀田俊和『高 師直: 室町新秩序の創造者』吉川弘文館〈歴史文化ライブラリー 406〉、2015年。ISBN 978-4642058063。
- 森茂暁『建武政権―後醍醐天皇の時代』教育社〈教育社歴史新書―日本史 60〉、1980年。
  - 森茂暁『建武政権―後醍醐天皇の時代』講談社〈講談社学術文庫〉、2012年。ISBN 978-4062921152。上記の再版。
- 森茂暁「窪所」『国史大辞典』吉川弘文館、1997年。